# Гордијан I
Марко Антоније Гордијан Семпронијан је био римски цар, познат као Гордијан I. Прогласио се за цара у Африци током побуне која је избила 238. године, када је убијен са престола Максимин Трачанин.
Мало се зна о Гордијановом животу пре овог устанка. Рођен је око 159. године. Био је пореклом из добростојеће фамилије, која је вероватно припадала сенаторском сталежу. Порекло његове фамилије треба можда тражити у Малој Азији, у Кападокији или Галатији. По једном непоузданом податку, млади Гордијан се бавио епском поезијом.
Можда је Гордијан управљао провинцијом Доњом Британијом 216. године. Касније је можда био суфектни конзул под царем Елегабалом. Можда је управљао и Коиле Сиријом, или је био командант једне легије која је била стационирана близу Антиохије.
У последњој години владавине Максимина Трачанина Гордијан је био управник Африке. Ту је избио устанак, изазван високим порезима који су се морали убирати због великих ратова на Дунаву у том часу. Завереници су онда прогласили Гордијана царем који је узео когномен Афрички. Овај устанка је почео у позну зиму или пролеће 238. године.
Читава римска Африка је стала на страну Гордијана. Убрзо је и римски сенат признао Гордијана за цара.
Капелијан, управник Нумидије је био Гордијанов супарник који није признавао одлуку Сената који га је именовао за новог цара и стао је на страну Максимина Трачанина због чега је напао ову афричку провинцију са једном легијом и још неким ветеранским јединицама. Гордијану је у одбрани много помогао његов син, Гордијан II, нарочито у припремама за одбрану главног упоришта Картагине, али није имао способну и јаку војску па није имао шансе за победу. Гордијан II је вероватно тада био проглашен за цара и савладара, али је страдао у бици код Картагине. Тада је Гордијан I починио самоубиство тако што се обесио о појас. Гордијан је владало само 22 дана, што је најкраћа владавина било ког римског цара.
Упркос смрти Гордијана I, устанак против Максимина Трачанина је настављен. У Риму су сенатори Пупијен и Балбин проглашени за цареве, а унук Гордијана I, Гордијан III проглашен је за цезара. Већ крајем 238. Гордијан III је остао једини цар.